# Étourneau de Rodrigues
Necropsar rodericanus, Necropsar
Genre
Espèce
Synonymes
- Necrospa rodericanus, Shelley, 1900
- Necrospar rodericanus (lapsus)
- Testudophaga bicolor Hachisuka, 1937

Statut de conservation UICN

 EX  : Éteint
Répartition géographique
L'Étourneau de Rodrigues (Necropsar rodericanus), unique représentant du genre Necropsar, est une espèce éteinte de la famille Sturnidae endémique à l'île Rodrigues dans l'archipel des Mascareignes. Ses plus proches parents étaient l'Étourneau de Bourbon et Cryptopsar ischyrhynchus qui vivaient sur des îles alentour ; tous trois semblent avoir pour origine l'Asie du Sud-Est. L'existence de l'oiseau est rapportée par un marin français du nom de Julien Tafforet, resté bloqué sur l'île entre 1725 et 1726 : il n'a pu l'observer que sur l'Île Gombrani. Des restes subfossiles découverts sur Rodrigues furent décrits en 1879 et mis en correspondance avec l'observation antérieure ; des confusions quant à l'oiseau et ses relations taxonomiques se sont cependant développées au cours du XXe siècle.

## Description
Necropsar rodericanus était long de 25 à 30 cm et avait un bec épais. Il a été décrit comme blanc, les ailes et la queue étaient en partie noires, le bec et les pattes étaient jaunes. Son comportement est peu connu. Son régime alimentaire composé d’œufs et de tortues mortes lui était rendu possible grâce à la robustesse de son bec. L'extinction de l'espèce sur l'île Rodrigues puis sur son dernier refuge que fut l'île Gombrani au cours du XVIIIe siècle est probablement due à l'introduction des rats.